# Garypinidae
Garypinidae es una familia de Pseudoscorpionida, que incluye 21 géneros con 80 especies. 
Las especies de esta familia habitan en América, Asia, África, Oceanía y el sur de Europa.
Los géneros son:
- Aldabrinus
- Amblyolpium
- Galapagodinus
- Garypinidius
- Garypinus
- Haplogarypinus
- Hemisolinus
- Indogarypinus
- Nelsoninus
- Neoamblyolpium
- Neominniza
- Oreolpium
- Paraldabrinus
- Protogarypinus
- Pseudogarypinus
- Serianus
- Solinellus
- Solinus
- Teratolpium
- Thaumatolpium